# NGC 2014
NGC 2014 (другое обозначение — ESO 56-SC146) — рассеянное скопление с эмиссионной туманностью в созвездии Золотая Рыба в Большом Магеллановом Облаке. Туманность была открыта Джеймсом Данлопом 3 августа 1926 года. Красноватый свет излучают атомы водорода, ионизированные излучением молодых звёзд. Различие цвета NGC 2014 и соседней туманности NGC 2020 объясняется различной температурой звёзд и отличающимся химическим составом газо-пылевых облаков.
Этот объект входит в число перечисленных в оригинальной редакции «Нового общего каталога». Туманность NGC 2014 состоит, в основном, из водорода.